# 山本聡哉
山本 聡哉（やまもと としや、1988年1月30日 - ）は、地方競馬の岩手県競馬組合・水沢競馬場佐藤浩一厩舎所属の騎手。岩手県岩手郡葛巻町出身。
地方競馬教養センター騎手課程第81期生。同じ岩手県競馬組合に所属する山本政聡騎手は実兄、船橋競馬場所属の騎手山本聡紀は実弟。

## 来歴・人物
2005年3月31日付けで地方競馬騎手免許を取得。同年4月16日第2回水沢競馬1日目第2競走C3条件戦シンボリプレーリーで初騎乗（10頭立て5番人気3着）。同年5月14日第1回盛岡競馬1日目第3競走C3条件戦をシンボリプレーリーで優勝し、20戦目で初勝利（10頭立て4番人気）。
2007年3月21日第21回全日本新人王争覇戦優勝（12人中）。
2008年12月27日第12回水沢競馬1日目第1競走C2十七組条件戦をトーセンクレストで優勝（8頭立て2番人気）し、1467戦目で地方競馬通算100勝達成。
2009年8月29日第3回新潟競馬5日目第11競走朱鷺ステークスでトーセンザオーに騎乗し、中央競馬初騎乗（18頭立て16番人気13着）。
2013年6月9日早池峰賞をスーパーワシントンで勝利し、重賞初制覇。
2019年の冬期の岩手競馬オフシーズンには佐賀競馬で期間限定騎乗し、2月11日の佐賀記念（JpnⅢ）では福永祐一から乗り替わって騎乗したJRA所属馬ヒラボクラターシュで人馬共に初のダートグレード競走優勝を果たした。
2020年佐々木竹見カップ ジョッキーズグランプリで総合優勝を果たす。
2021年8月24日盛岡競馬第5競走をホーリーバジルで勝利して通算2000勝を達成した。岩手競馬史上5人目、岩手競馬史上最速の16年4ヶ月での達成。
2023年8月1日より「右手加療」のため長期欠場。10月22日の盛岡競馬から復帰。
2024年5月20日、盛岡競馬2Rをドロットニングで勝ち、地方通算2500勝を達成した。2500勝は岩手競馬では史上4人目となる。

## 主な騎乗馬
- スーパーワシントン（早池峰賞）
- テンショウリバイヴ（イーハトーブマイル）
- ヒカルジョディー（絆カップ）
- シグラップロード（スプリングカップ）
- アイスカチャン（あやめ賞）
- コウギョウデジタル（あすなろ賞、フェアリーカップ、OROカップディスタフ）
- ロールボヌール（若駒賞、南部駒賞、岩手ダービー ダイヤモンドカップ）
- レジェンドロック（はまなす賞、サファイア賞、せきれい賞）
- サプライズハッピー（ビギナーズカップ、プリンセスカップ、留守杯日高賞、ひまわり賞）
- ラブバレット（笠松グランプリ3回、トウケイニセイ記念、栗駒賞4回、岩鷲賞3回、道営スプリント）
- サンエイゴールド（はまなす賞、サファイア賞、オパールカップ、かきつばた賞、せきれい賞2回）
- サンエイリシャール（ビギナーズカップ、若駒賞、スプリングカップ）
- スマートアレンジ（ヴィーナススプリント）
- ソーディスイズラヴ（はまなす賞）
- ウマノジョー（大井記念）
- チェリーピッカー（青藍賞）
- サンエイキャピタル（不来方賞）
- シェリーアモール（プリンセスカップ）
- ヒラボクラターシュ（佐賀記念）
- ケンガイア（ハヤテスプリント）
- シーサンプーター（若鮎賞）
- センティグレート（トウケイニセイ記念）
- アクアリーブル（桜花賞【浦和】）
- ボンボンショコラ（留守杯日高賞）
- プレシャスエース（栗駒賞、岩鷲賞）
- エイシンハルミレ（オパールカップ、ハヤテスプリント）
- ピアノマン（やまびこ賞）
- ヒガシウィルウィン（青藍賞2回、絆カップ、シアンモア記念、トウケイニセイ記念）
- ゴールデンヒーラー（知床賞、プリンセスカップ、あやめ賞、やまびこ賞、青藍賞2回、栗駒賞2回、白嶺賞、岩鷲賞）
- スマイルミュ（留守杯日高賞）
- ギャレット（若鮎賞）
- ラインカリーナ（ビューチフルドリーマーカップ）
- クロールキック（寒菊賞、スプリングカップ）
- マイネルアストリア（赤松杯、あすなろ賞）
- ロックスピリット（栗駒賞）
- アトミックフォース（せきれい賞）
- トーセンキャロル（ひまわり賞、OROオータムティアラ）
- ミニアチュール（スプリングカップ、ダイヤモンドカップ、ひまわり賞）
- グローリーグローリ（赤松杯、あすなろ賞）
- ワイズゴールド（留守杯日高賞）
- レッドオパール（寒菊賞、イーハトーブマイル）
- オスカーブレイン（ハヤテスプリント）
- ライアン（せきれい賞）
- ギャレット（いしがきマイラーズ）
- キングミニスター（ジュニアグランプリ）
- サンロックンロール（やまびこ賞）
- セイクリスティーナ（若鮎賞）

出典:

## 期間限定騎乗
岩手競馬のオフシーズンには他地区の競馬場にて期間限定騎乗を行っている。
- 2006年2月4日から2月26日まで佐賀競馬場へ遠征、騎乗を行った[13]。
- 2008年2月2日から3月2日までの予定で高知競馬場において、実際には2月24日まで騎乗した。高知での所属は雑賀正光厩舎[14][15]。
- 2010年1月15日から約2か月間笠松競馬場で騎乗した[16][17]。
- 2011年1月17日から3月4日までの予定で南関東公営競馬で期間限定騎乗を行う[18]。船橋競馬場での所属は佐藤賢二厩舎。
- 2018年1月15日から3月16日まで南関東公営競馬で期間限定騎乗を行った。期間中の所属は船橋競馬場山下貴之厩舎[19]。
- 2019年1月26日から2月24日までの予定で佐賀競馬場で期間限定騎乗を行う。期間中での所属は三小田幸人厩舎。
- 2020年2月10日から3月31日まで南関東公営競馬で期間限定騎乗を行う。期間中の所属は船橋競馬場山下貴之厩舎[20]。
- 2022年1月21日から2月27日までの予定で佐賀競馬場で期間限定騎乗を行う。期間中での所属は三小田幸人厩舎[21]。